# Панфілов Валерій Васильович
Панфілов Валерій Васильович (* 31 січня 1927, Владикавказ) — український графік, заслужений художник УРСР — 1974, член спілки художників СРСР.

## З життєпису
У 1958 році він закінчив Київський художній інститут, де навчався під керівництвом О. Пащенка та І. Селіванова.
Його твори: серії
- «В гарячих цехах», 1958—1969;
- «На будівлях семирічки», 1960—1963;
- за мотивами поеми Т. Г. Шевченка «Гайдамаки», 1962—1964;
- «У прикордонній смузі», 1965;
- «Комсомол будує», 1966—1967;
- «Відбудова Донбасу», 1969;
- «Жовтневі етюди» — 1969;
- «В степах України», 1971—1972.

Окремі естампи:
- «Перші роки роботи міліції після революції», 1976;
- «В. І. Ленін в Шушенському», 1980.

Його твори зберігаються, зокрема, у Сімферопольському художньому музеї.